# Pernambuco (монитор)
«Пернамбу́ко» или «Пернамбуку» (порт. Pernambuco) — бразильский монитор. Строился в Рио-де-Жанейро по проекту, разработанному совместно с английскими специалистами. В отличие от аргентинских канонерок типа «Росарио» имел широкий низкобортный корпус и гораздо более надёжную защиту. Один из первых стальных кораблей, построенных в Бразилии, но из-за отсутствия достаточного опыта, строительство затянулось на 20 лет.
Иногда в литературе приводят иной состав вооружения — 3 — 120-мм и 10 малокалиберных орудий.
Служил во флотилии Мату-Гросу, списан в 1948 году.
Второй корабль данного типа — Maranhao, был достроен по изменённому проекту.